# Autocracia

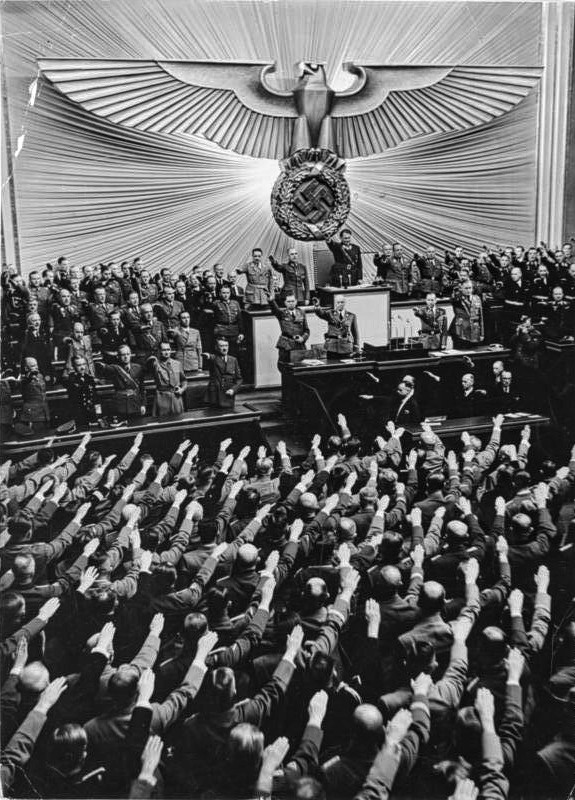
Adolf Hitler gobernó con un partido único basado en la autocracia de la ideología nazi.

Una autocracia (del griego «autokrateia») es un sistema de gobierno que concentra el poder en una sola figura (a veces divinizada) cuyas acciones y decisiones no están sujetas ni a restricciones legales externas, ni a mecanismos regulativos de control popular (excepto quizás por la amenaza implícita de un golpe de Estado o de una insurrección en masa). La monarquía absoluta y la dictadura son las principales formas históricas de autocracia.
En síntesis, se encuentra definida por el poderío y supremacía de un solo individuo frente al grupo que gobierna; en este sistema el individuo tiene la potestad absoluta de regular leyes y reglamentos a conveniencia y sus seguidores atienden a sus órdenes con ciego fanatismo.

## Historia y etimología
En la lengua medieval griega, el término autócrata se usó para la posesión del título de emperador, sin tener en cuenta el poder real de la monarquía. Algunos monarcas históricos eslavos, tales como los zares rusos y emperadores, incluyeron el título de autócrata como parte de sus estilos de gobierno, distinguiéndolos de los monarcas constitucionales en otros lugares de Europa.

## Comparación con otras formas de gobierno
Tanto el totalitarismo como la dictadura militar se identifican, pero no necesariamente, son una autocracia. El totalitarismo es un sistema donde el Estado se esfuerza por controlar todos los aspectos de la vida y la sociedad civil. Puede ser dirigido por un dictador supremo, por lo que es autocrática, pero también puede tener una dirección colectiva tal como una comuna, junta militar o un solo partido político.
En un análisis de litigios militarizados entre dos Estados, si uno de los Estados involucrados era una autocracia, la posibilidad de que se produzca violencia era el doble.

## Mantenimiento
Debido a que los autócratas necesitan una estructura de poder para gobernar, puede ser difícil trazar una línea clara entre las autocracias y las oligarquías históricas. La mayoría de los autócratas dependieron de sus nobles, los militares, el clero u otros grupos de élite. Algunas autocracias son justificadas por la afirmación del derecho divino o superioridad del líder.

## Ejemplos históricos

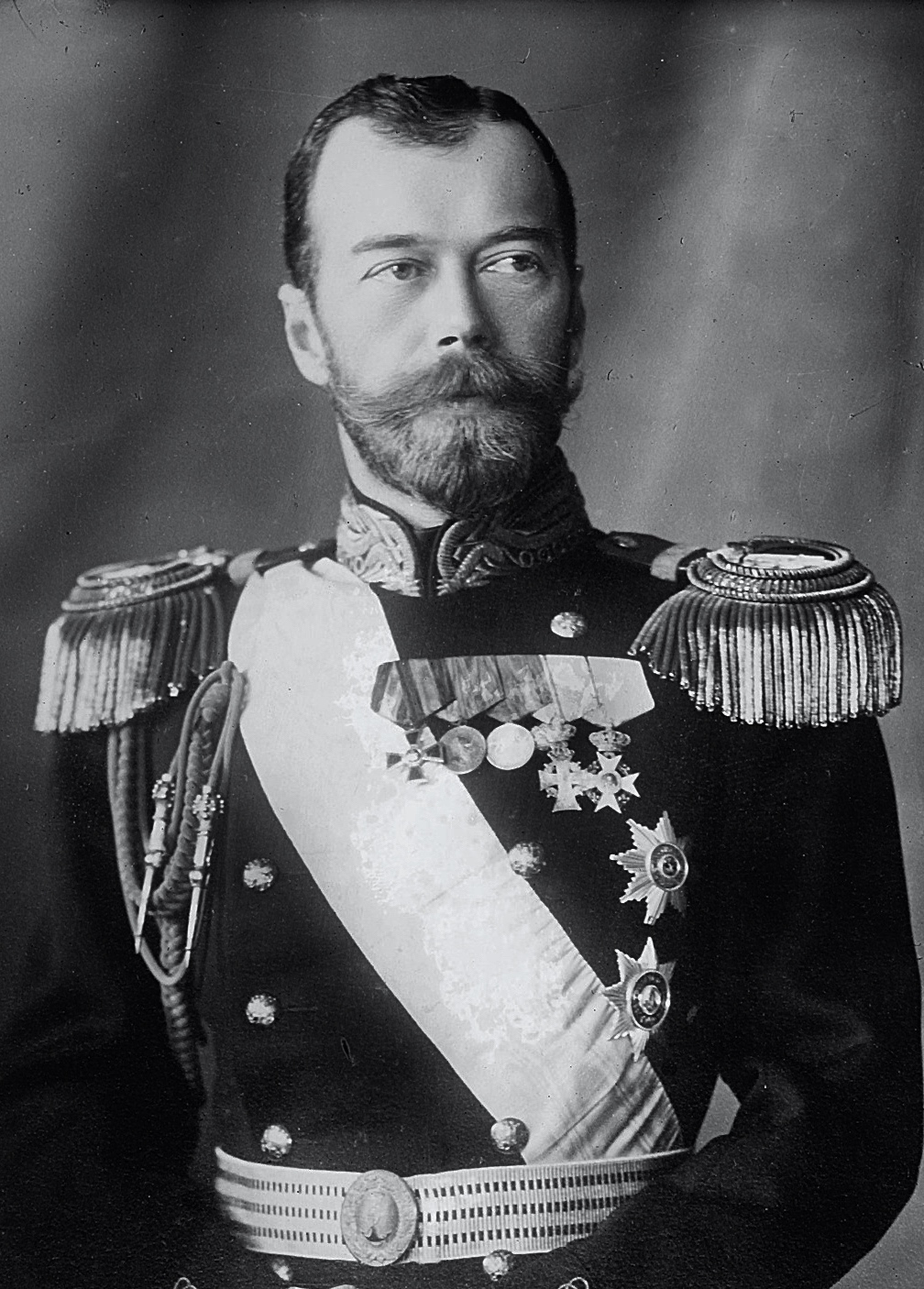
Nicolás II de Rusia fue el último líder que oficialmente se llamaba "autócrata" como parte de sus títulos.

- Grecia antigua: de los siglos VIII al V a. C., Atenas y sus alrededores eran una monarquía hereditaria. Finalmente, los aristócratas se levantaron y formaron una oligarquía. Estos gobernantes hicieron reformas con el fin de mantener sometidas a las masas; por ejemplo, el gobernante Pisístrato tomó la tierra de los ricos y se la dio a los campesinos. De esta manera, la gente permaneció feliz mientras los aristócratas conservaban todo el poder.[5]

- El Imperio romano: en el año 27 a. C., Augusto creó el Imperio romano tras el fin de la frágil República de Roma. Augusto conservó efectivamente el Senado romano, pero concentrando todo el poder real en sí mismo. Roma fue pacífica y próspera hasta el gobierno dictatorial de Cómodo a partir del año 180 d. C. El siglo III vio las invasiones de los bárbaros, así como el deterioro económico. Diocleciano y Constantino I gobernaron como líderes totalitarios, fortaleciendo el control del emperador. El imperio creció considerablemente y fue gobernado por una tetrarquía, instituida por el primero. Finalmente, fue dividido en dos mitades: la occidental y la oriental. La parte occidental cayó en 476 después de disturbios civiles, fomentados por el declive económico, y las invasiones que condujeron a la rendición de Rómulo Augusto a Odoacro, caudillo de los Hérulos.[6] La parte oriental cayó en 1453 con la toma de Constantinopla por los turcos otomanos.

- Rusia: el emperador Nicolás I gobernó bajo el lema "autocracia, ortodoxia y nacionalidad". Sumamente religioso, promovió la Iglesia ortodoxa rusa y suprimió otras religiones, así como a los no rusos el vivir en el país. La burocracia creció mientras que la religión, la educación y la vida social estaban severamente restringidas. Nicolás I expandió enormemente las fronteras de Rusia, aunque su gobierno terminó después de la guerra de Crimea a consecuencia de la derrota rusa.[7]